# Immetalia bernsteini
Immetalia bernsteini là một loài bướm đêm trong họ Noctuidae.